# Inhulets
Inhulets (ukrainska: Інгулець) är en 549 kilometer lång flod i Ukraina. Floden är biflod till Dnepr. 
Inhulets har sin källa nära staden Kirovohrad omkring 3 mil från Dnepr, vilken den sedan flyter parallellt med innan de möts 5 mil innan Dneprs utflöde i Svarta havet.
Några orter längs Inhulets lopp från norr till söder, är Oleksandrija, Kryvyj Rih och Snihurivka.